# Ahuízotl (criatura)
El ahuízotl (náhuatl, āhuitzotl) es una criatura legendaria de la mitología mexica.
La descripción del animal fue hecha por los informantes de Fray Bernardino de Sahagún y es la siguiente:

“es tamaño como un perrillo, tiene el pelo muy lezne y pequeño, tiene las orejitas pequeñas y puntiagudas, tiene un cuerpo negro y muy liso, tiene la cola larga y en el cabo de la cola una como mano de persona; tiene pies y manos, y las manos y pies como de mona; habita este animal en los profundos manantiales de las aguas.”

Disponía también de una cola larguísima rematada con una mano con la que atrapaba a todo aquel que se acercara a las charcas y cursos de agua donde habitaba y lo ahogaba.
Al ser un nombre poco común los cronistas pusieron poca atención en traducirlo, lo más general es encontrar su significado como "nutria" o "perro de aguas". El historiador Enrique Vela lo analiza desde un punto etimológico y propone la traducción como "el espinoso del agua"; que sería su sentido original pero en el uso diario debió referirse exclusivamente para nombrar al animal. Se ha propuesto que podría tratarse de un animal hoy extinto del Lago de Texcoco, emparentado con las nutrias, y por su rareza, mitificado tanto en hábitos como aspecto.
El ataque del ahuízotl, que estaba al servicio de las divinidades de la lluvia, suponía que los dioses habían elegido a la víctima y sus almas eran portadas al paraíso. Los cuerpos de los infortunados, que sólo podían ser tocados por sacerdotes debido al interés de los dioses por sus almas, siempre aparecían a los pocos días del ahogamiento y a todos ellos, la bestia les había arrancado los ojos, las uñas y los dientes en el interior de su gruta subacuática. Generalmente, el ahuízotl atraía a los humanos, especialmente a los pescadores, llorando como un bebé desde las orillas y a veces provocaba remolinos que expulsaban fuera del agua a peces y ranas.
El nombre del periódico revolucionario antiporfirista El hijo del Ahuizote es una alusión al ahuízotl.
En la segunda temporada de la serie mitológica mexicana "Diablero", el ahuízotl es un poderoso demonio de nivel 3 que asesina a sus víctimas para alimentar a otro ser mitológico y convertirlo en un ser malvado que cerrara la última puerta a los ángeles.
En la serie Slugterra un grupo de seres humanoides misteriosos llamado como "Clan de las sombras" tienen un aspecto parecido al ahuizotl, con algunos detalles que los hace característicos del mundo en el que habitan.
Fue representado en la serie de televisión My Little Pony: Friendship is Magic como el villano de un libro de aventuras.